# Retour à Gorée
Pour plus de détails, voir Fiche technique et Distribution.
Retour à Gorée est un film suisse réalisé par Pierre-Yves Borgeaud, sorti en 2008.

## Synopsis
Retour à Gorée raconte le périple du chanteur africain Youssou N'Dour sur les traces des esclaves noirs et de la musique qu'ils ont inventée : le jazz. Son défi: rapporter en Afrique un répertoire de jazz et le chanter à Gorée, l'île symbole de la traite négrière, en hommage aux victimes de l'esclavage. Guidé dans sa quête par le pianiste Moncef Genoud, Youssou N'Dour parcourt les États-Unis et l'Europe.
Accompagnés par des musiciens d'exception, ils croisent de nombreuses personnalités et, créent au fil des rencontres, des concerts et des discussions sur l'esclavage, une musique qui transcende les cultures.
D'Atlanta à La Nouvelle-Orléans, de New York à Dakar en passant par le Luxembourg, les chansons se transforment, s'imprègnent de jazz et de gospel. Mais déjà, le jour du retour en Afrique approche et beaucoup reste à faire afin d'être prêt pour le concert final.... 

## Fiche technique
- Titre : Retour à Gorée
- Réalisation : Pierre-Yves Borgeaud
- Année : 2007
- Genre : Documentaire musical
- Production : Cab Productions et Dreampixies
- Distribution : Hevadis Films

## Commentaires
Parmi les personnalités présentes dans le film on trouve Boubacar Joseph Ndiaye, conservateur de la Maison des esclaves à Gorée, qui y joue son propre rôle ; et Karfa Diallo, écrivain et fondateur de l'association Mémoires & Partages.